# Norbert Ratsirahonana

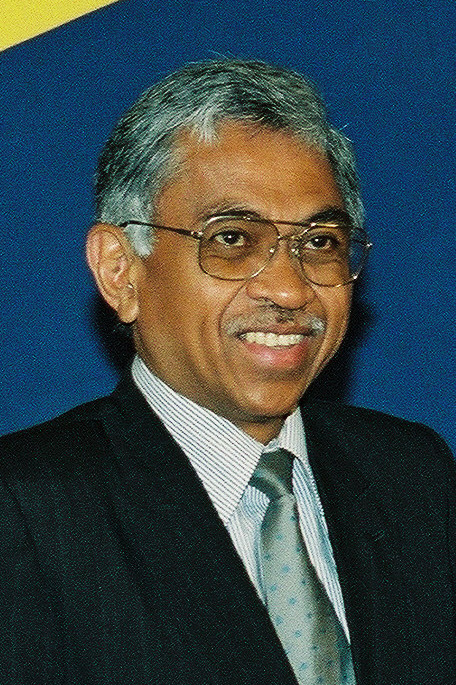
Norbert Ratsirahonana in 1996

Norbert Lala Ratsirahonana (Antsiranana, 18 november 1938) is een Malagassisch politicus en was president van Madagaskar van 11 oktober 1996 tot 9 februari 1997.
Hij stichtte en leidde de partij Asa Vita no Ifampitsarana (AVI), een felle tegenstand vormde voor president Didier Ratsiraka. Hij en zijn partij waren deel van de coalitie, die Albert Zafy verkozen tot president in 1993. Ratsirahonana werd dan benoemd tot voorzitter van het Hoge Constitutionele Hof.
Op 28 mei 1996, wanneer de eerste minister werd ontslagen door het parlement in een openlijke stemming, duidde Zafy Ratsirahonana aan voor deze taak. Kort daarna werd Zafy beschuldigd van wanpraktijken en werd Ratsirahonana op 5 september van dat jaar de president van Madagaskar. De presidentiële verkiezingen werden gehouden op 3 november 1996, waarin hij vierde (na Didier Ratsiraka, Albert Zafy en Herizo Razafimahaleo) werd met 10,14% van de stemmen. Ratsirahonana steunde Zafy in de tweede ronde, die werd gehouden op 29 december, maar Ratsiraka won deze ronde. Ratsirahonana werd op 9 februari 1997 van zijn ambt ontheven, wanneer Ratsiraka voor de tweede maal tot president van Madagaskar werd verkozen. Twaalf dagen later, op 22 februari 1997, verloor hij ook zijn ambt als eerste minister, wanneer Ratsiraka iemand van zijn partij aanduidde voor deze ambt.
Het AVI werd de belangrijkste oppositiepartij, alhoewel het erg zwak werd. Het won slechts 13 van de 150 zetels in het parlement bij de parlementaire verkiezingen van 1998.